# Hajo Herrmann
Hajo Herrmann; właściwie: Hans-Joachim Herrmann (ur. 1 sierpnia 1913 w Kilonii; zm. 5 listopada 2010) – niemiecki oficer Luftwaffe w stopniu pułkownika. Pilot bombowców w czasie II wojny światowej. Twórca Eskadry "Dzików" (JG 300 – nocnych myśliwców), sam strącił 9 bombowców RAF-u.

## Przebieg służby
Karierę wojskową zaczynał jako oficer piechoty, ale w roku 1935 został skierowany do właśnie sformowanego Luftwaffe. W latach 1936–1937, był pilotem bombowców w Legionie Condor, w czasie hiszpańskiej wojny domowej. Na początku II wojny światowej Herrmann latał bombowcami Heinkel He 111 nad Polską i Norwegią. W roku 1940 objął dowództwo 7. klucza w Kampfgeschwader 4 (KG-4), z którym dokonał wielu nalotów na Anglię.
W lutym 1941 jego dywizjon został przerzucony na Sycylię, skąd dokonywał nalotów na Maltę i Grecję. Podczas jednego z takich nalotów Herrmann trafił pojedynczą bombą statek amunicyjny SS Clan Fraser; eksplozja, jaka wówczas nastąpiła, spowodowała zatonięcie 11 statków, a port w Pireusie uczyniła bezużytecznym na wiele miesięcy. Na początku 1942 został dowódcą 3. klucza w Kampfgeschwader 30 (III/KG 30) w Norwegii, z którym atakował konwoje alianckie, między innymi konwój PQ-17. Jako pilot bombowców Herrmann wykonał 320 lotów bojowych zatapiając 12 statków o pojemności 70 000 ton.
W lipcu 1942 skierowany został do sztabu generalnego w Berlinie, gdzie stał się bliskim współpracownikiem Hermanna Göringa. W maju 1945 dostał się do sowieckiej niewoli i do Republiki Federalnej Niemiec wrócił dopiero w 1955 roku.

## Po wojnie
Po powrocie z niewoli ukończył studia prawnicze i pracował w tym zawodzie. W swojej praktyce bronił między innymi propagatorów kłamstwa oświęcimskiego Otto Ernsta Remera, Freda Leuchtera, Davida Irvinga. Zmarł w listopadzie 2010 roku przeżywszy 97 lat. Był autorem dwóch książek:
- Bewegtes Leben: Kampf- und Jadgflieger 1935-1945, Wydawnictwo Universitas 1993, ISBN 3-8004-1291-8
- Als die Jagd zu Ende war: Mein Flug in die sowjetische Gefangenschaft, Wydawnictwo Universitas 2003, ISBN 3-8004-1452-X

## Odznaczenia
- Krzyż Rycerski Krzyża Żelaznego z Liśćmi Dębu i Mieczami
  - Krzyż Rycerski – 13 października 1940
  - Liście Dębu (nr 269) – 2 sierpnia 1943
  - Miecze (nr 43) – 23 stycznia 1944
- Krzyż Niemiecki w Złocie – 5 czerwca 1942
- Krzyż Żelazny I Klasy
- Krzyż Żelazny II Klasy
- Brązowy Krzyż Hiszpanii z Mieczami
- Złota odznaka pilota frontowego Luftwaffe z Brylantami i liczbą "300"
- Złota odznaka pilota-obserwatora Luftwaffe z Brylantami
- Puchar Honorowy Luftwaffe – 28 września 1940